# پی‌بک (۲۰۱۶)
پِی بک (به انگلیسی: Payback) یک رویداد غیر رایگان (Pay-Per-View) در کشتی حرفه‌ای است که توسط کمپانی دبلیودبلیوئی تهیه می‌شود و این دورهٔ آن هم در ۱ می ۲۰۱۶ در ورزشگاه اُل‌استِیت ارینا شهر رُزمُنت ایالت ایلینوی برگزار خواهد شد. طبق برنامه قبلی قرار بود این رویداد در ۲۲ می و در مجموعه ورزشی پرودِنشال سنتر در شهر نوآرک ایالت نو جرزی برگزار شود. ضمن اینکه جای این رویداد و رویداد اکستریم رولز با هم عوض شد. این چهارمین رویداد تحت عنوان پی‌بک خواهد بود.

## زمینه‌سازی
پی بک شامل مسابقاتی بین دشمنی‌های موجود، ماجراهای پیش آمده و استوری‌هایی خواهد بود که پیش از این در برنامه‌های راو یا اسمک داون پخش شده بود. کشتی‌گیرها با توجه به مسابقات یا سری اتفاقاتی که برایشان رخ می‌دهد و تنش را به حد اکثر می‌رساند، نقش منفی یا قهرمان به خود می‌گیرند.
رومن رینز در رسلمانیا ۳۲ در مقابل تریپل اچ به پیروزی رسید و توانست برای سومین بار صاحب کمربند دبلیودبلیوئی سنگین‌وزن جهان شود.
در شب بعد از رسلمانیا در راو رومن وارد سالن شد و خواستار یک حریف برای کمربند شد که کریس جریکو، ای.جی. استایلز، کوین اوونز و سمی زین وارد سالن شدند و قرار شد در اخر شب یک مسابقه بین این چهار نفر برای حریف شماره یک کمربند برگزار شود .
اما سمی زین در بک‌استیج راو مورد حمله اوونز قرار گرفت و قادر به مسابقه نبود که شین مکمن مدیر اجرایی جدید راو سزارو را به جای او برای مسابقه تعیین کرد. برنده این مسابقه‌ای جی استایلز بود که توانست حریف شماره 1 رومن در پی بک شود.

همچین در راو زک رایدر که توانسته بود کمربند بین قاره‌ای را در رسلمانیا بدست آورد، در مقابل میز شکست خورد و میز صاحب جدید کمربند شد. در راو هفته بعد قرار شد در مقابل سزارو از کمربندش در پی بک دفاع کند. میز مقابل رایدر پیروز شد و در اسمک‌داون همان هفته هم دوباره مقابل او پیروز شد تا اینکه سِزارو در راو مقابل کِوین اُوِنز پیروز شد تا رقیب شماره یک کمربند میز در پی‌بک شود.

## نتایج
| # | مسابقه                                                                          | نوع مسابقه                                                       | مدت زمان |
| --- | ------------------------------------------------------------------------------- | ---------------------------------------------------------------- | -------- |
| ۱پ | دالف زیگلر پیروز مقابل بارون کوربین                                             | مسابقه تک نفره                                                   | 7:43     |
| ۲پ | کالیستو (c) پیروز مقابل رایبک                                                   | مسابقه تک نفره برای قهرمانی کمربند ایالات متحده                  | 8:45     |
| ۳ | انزو امور و کالین کسدی مقابل دِ وُودِویلِنز بدون برنده                              | مسابقه تگ تیم برای تعیین رقیب شماره یک قهرمانان کمربندهای تگ تیم | 3:58     |
| ۴ | کِوین اُوِنز پیروز مقابل سمی زین                                                   | مسابقه تک نفره                                                   | 14:30    |
| ۵ | د میز (c) (با همراهی ماریس) پیروز مقابل سزارو                                   | مسابقه تک نفره برای کمربند بین قاره ای                           | 11:20    |
| ۶ | دین امبروز پیروز مقابل کریس جریکو                                               | مسابقه تک نفره                                                   | 18:28    |
| ۷ | شارلوت (c) (با همراهی ریک فلر) پیروز مقابل ناتالیا (با همراهی برت هارت)با تسلیم | مسابقه تک نفره برای قهرمانی کمربند زنان                          | 13:04    |
| ۸ | رومن رینز (c) پیروز مقابل ای جی استایلز                                         | مسابقه بدون رد صلاحیت برای کمربند دبلیودبلیوئی سنگین‌وزن جهان     | 25:05    |
| - (c) – نشان‌دهنده قهرمان(هایی) است که به میدان می‌روند - پ – نشان‌دهنده این است که مسابقه در پری–شو - *مسابقات برگزار خواهد شد |                                                                                 |                                                                  |          |